# Liugong (sockenhuvudort i Kina, Hainan Sheng, lat 18,54, long 109,78)
Liugong är en sockenhuvudort i Kina. Den ligger i provinsen Hainan, i den södra delen av landet, omkring 180 kilometer söder om provinshuvudstaden Haikou. Antalet invånare är 6 399. Befolkningen består av 2 925 kvinnor och 3 474 män. Barn under 15 år utgör 23,0 %, vuxna 15-64 år 71 %, och äldre över 65 år 5,0 %.
Runt Liugong är det tätbefolkat, med 411 invånare per kvadratkilometer. Närmaste större samhälle är Baocheng, 13,9 km nordväst om Liugong. Omgivningarna runt Liugong är en mosaik av jordbruksmark och naturlig växtlighet.
Genomsnittlig årsnederbörd är 2 251 millimeter. Den regnigaste månaden är juli, med i genomsnitt 369 mm nederbörd, och den torraste är januari, med 17 mm nederbörd.